# Verbond van sleedoorn en meidoorn
Het verbond van sleedoorn en meidoorn (Carpino-Prunion) is een verbond uit de sleedoorn-orde (Prunetalia spinosae). Het verbond omvat plantengemeenschappen die voorkomen op matig tot zeer voedselrijke standplaatsen en die gekenmerkt worden door (al dan niet) doornige en stekelige struiken, zoals eenstijlige meidoorn, sleedoorn en hondsroos.

## Naamgeving en codering
| Carpino betuli-Prunion spinosae H.E.Weber 1974     |
| Carpino-Prunion spinosae (Tx. 1952) H.E.Weber 1974 |
| Ligustro-Prunion Arlot 1985                        |

- Frans: Communautés mésophiles, subatlantiques et continentales
- Duits: Mesophiles Weißdorn- oder Schlehengebüsch
- Engels: Mesophilous hedges and scrub of mesotrophic, base-rich soils in the Atlantic zone
- Syntaxoncode voor Nederland (rVvN): r40Ab

De wetenschappelijke naam Carpino-Prunion is afgeleid van de botanische namen van twee belangrijke soorten van dit verbond: haagbeuk (Carpinus betulus) en sleedoorn (Prunus spinosus).

## Fysiognomie
Struwelen van sleedoorn en meidoorn worden gekenmerkt door een dichte struiklaag, met verschillende al dan niet doornige struiken als eenstijlige meidoorn, sleedoorn en gewone vlier.
In de struiken zijn dikwijls lianen te vinden, zoals de bosrank en de hop.
In de ondergroei zijn veel soorten gemeenschappelijk te vinden met de klasse van nitrofiele zomen (Galio-Urticetea), zoals de grote brandnetel, kleefkruid en hondsdraf.

## Ecologie
Het verbond van sleedoorn en meidoorn omvat plantengemeenschappen van mesotrofe tot zeer eutrofe, droge tot natte, basische tot zwak zure, al dan niet kalkhoudende bodems.
De struweelgemeenschappen van het verbond sleedoorn en meidoorn verkiezen over het algemeen nattere en voedselrijkere standplaatsen dan die van het verbond van bramen en sleedoorn, en eveneens nattere en koudere dan die van het liguster-verbond.

## Associaties in Nederland en Vlaanderen
Het verbond van sleedoorn en meidoorn wordt in Nederland en Vlaanderen vertegenwoordigd door twee associaties.
- - associatie van sleedoorn en eenstijlige meidoorn (Pruno-Crataegetum)
  - associatie van hondsroos en jeneverbes (Roso-Juniperetum)

## Diagnostische taxa voor Nederland en Vlaanderen
Het verbond van sleedoorn en meidoorn heeft voor Nederland en Vlaanderen geen specifieke kensoorten. Het kan onderscheiden worden van de zusterverbonden, het verbond van sleedoorn en bramen en het liguster-verbond, door de aanwezigheid van hondsdraf en look-zonder-look.
Struiklaag
| Kentaxon | Diff. soort | Presentie | Triviale naam | Botanische naam    | Opmerking |
| -------- | ----------- | --------- | ------------- | ------------------ | --------- |
|          |             |           | sleedoorn     | Prunus spinosa     |           |
|          |             |           | meidoorn      | Crataegus monogyna |           |

Kruidlaag
| Kentaxon | Diff. soort | Presentie | Triviale naam    | Botanische naam    | Opmerking               |
| -------- | ----------- | --------- | ---------------- | ------------------ | ----------------------- |
|          | dV          |           | hondsdraf        | Glechoma hederacea | t.o.v. andere verbonden |
|          | dV          |           | look-zonder-look | Alliaria petiolata | t.o.v. andere verbonden |

Moslaag
| Kentaxon | Diff. soort | Presentie | Triviale naam | Botanische naam     | Opmerking |
| -------- | ----------- | --------- | ------------- | ------------------- | --------- |
|          | bg          |           | kleisnavelmos | Oxyrrhynchium hians |           |

## Fotogalerij

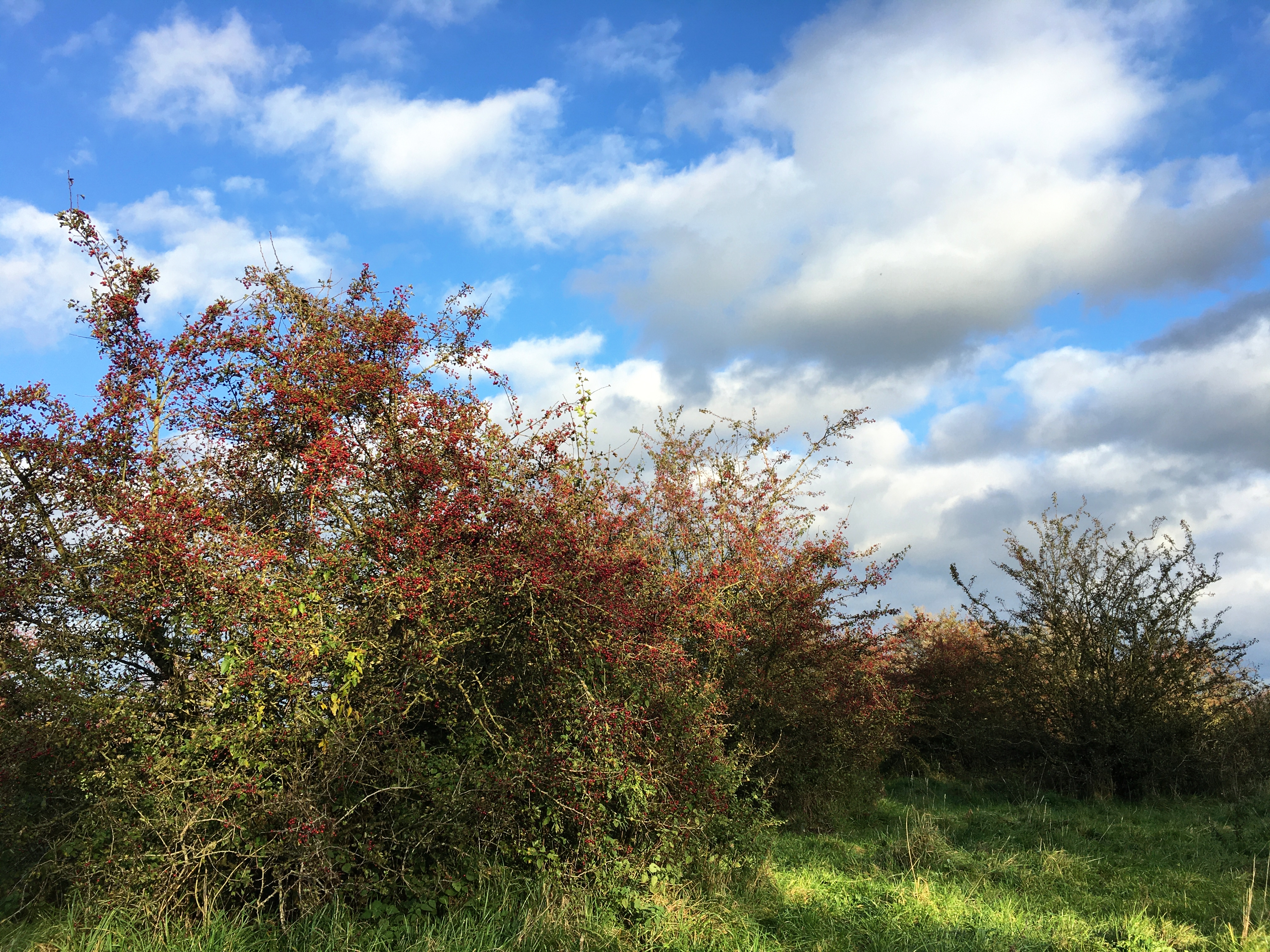
Een aspect van de associatie van sleedoorn en eenstijlige meidoorn in november
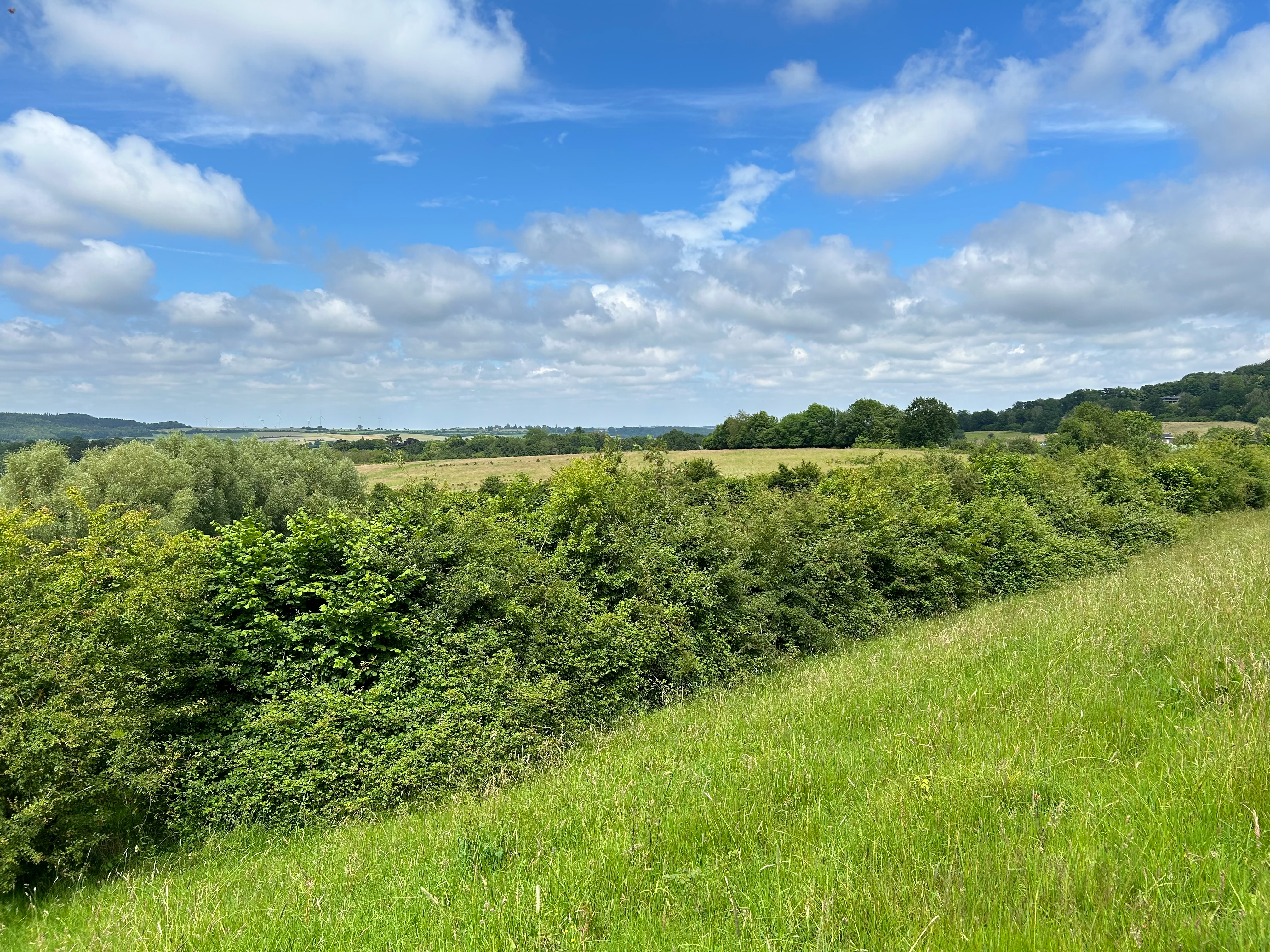
Struweelhaag van de associatie van sleedoorn en eenstijlige meidoorn, subassociatie met koebraam
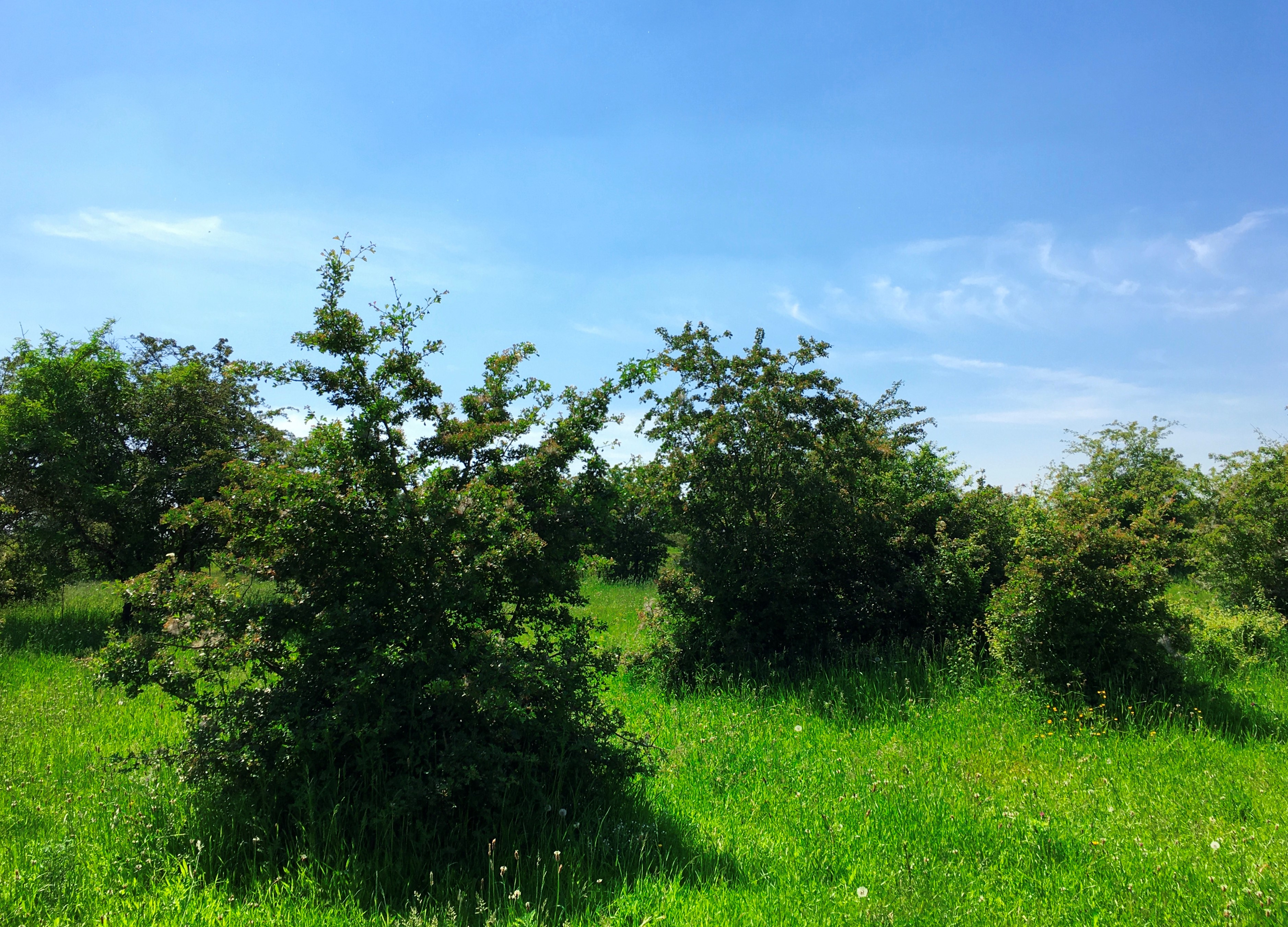
Een aspect van de associatie van sleedoorn en eenstijlige meidoorn in juni